# جين ولف (ممثلة)
جين ولف (بالإنجليزية: Jane Wolfe)‏ هي ممثلة أمريكية، ولدت في 21 مارس 1875 في St. Petersburg, Pennsylvania ‏ في الولايات المتحدة، وتوفيت في 29 مارس 1958 في غلينديل في الولايات المتحدة.

## أعمال

### أفلام
- حرب البوير

## وصلات خارجية
- جين ولف على موقع IMDb (الإنجليزية)
- جين ولف على موقع تيرنر كلاسيك موفيز (الإنجليزية)
- جين ولف على موقع أول موفي (الإنجليزية)
- جين ولف على موقع قاعدة بيانات الفيلم (الإنجليزية)